# Filógono de Antioquia
Filógono de Antioquia (data de nascimento desconhecido — 323 d.c) foi bispo de Antioquia entre 314 e 324 ou entre 320 e 323, dependendo da fonte.

## Vida e obras
Filógono foi o primeiro bispo após o Édito de Milão em 313, ou seja, após o término da perseguição aos cristãos no Império Romano. Ele era advogado, ele era casado e pai de uma filha.
Ele foi um feroz opositor do recém-aparecido arianismo, discutindo com o patriarca de Alexandria, Alexandre de Alexandria, encorajando-o a designar Ário como um inimigo da Igreja.
Foi Filógono também que finalizou a construção da chamada Palea, uma prestigiosa igreja em Antioquia.
João Crisóstomo, conterrâneo de Filógono, escreveu-lhe uma Homilia ("Homilia a São Filógono"), o que prova que o culto ao santo já existia no final do século IV. Diz Crisóstomo que ele "como advogado, defendeu os homens contra as ciladas dos seus inimigos e defendeu os oprimidos contra os opressores. Como bispo, protegeu os cristãos contra os ataques do diabo".